# Сборная Италии по мини-футболу
Национальная сборная Италии по мини-футболу представляет Италию на международных соревнованиях по мини-футболу. Двукратные чемпионы Европы (2003 и 2014). Главный успех на чемпионатах мира по мини-футболу — выход в финал первенства 2004 года, где итальянцы уступили испанцам со счётом 1:2.
Сборная Италии — участник первого матча между национальными сборными в истории мини-футбола. 19 июля 1974 года она сыграла со сборной Ливии в Риме.

## Турнирные достижения

### Чемпионат мира по мини-футболу
- 1989 — 2-й раунд
- 1992 — 1-й раунд
- 1996 — 2-й раунд
- 2000 — не квалифицировалась
- 2004 — 2-е место
- 2008 — 3-е место
- 2012 — 3-е место
- 2016 — 1/8 финала
- 2020 — не квалифицировалась
- 2024 — не квалифицировалась

### Чемпионат Европы по мини-футболу
- 1996 — 4-е место
- 1999 — 3-е место
- 2001 — 4-е место
- 2003 — Чемпион
- 2005 — 3-е место
- 2007 — 2-е место
- 2010 — 1/4 финала
- 2012 — 3-е место
- 2014 — Чемпион
- 2016 — 1/4 финала
- 2018 — Групповой этап
- 2022 — Групповой этап